# Авио
А̀вио (на италиански: Avio, на местен диалект: Avi, Ави) е малко градче и община в Северна Италия, автономна провинция Тренто, автономен регион Трентино-Южен Тирол. Разположено е на 131 m надморска височина. Населението на общината е 4512 души (към 2015 г.).